# 穆浮塔路

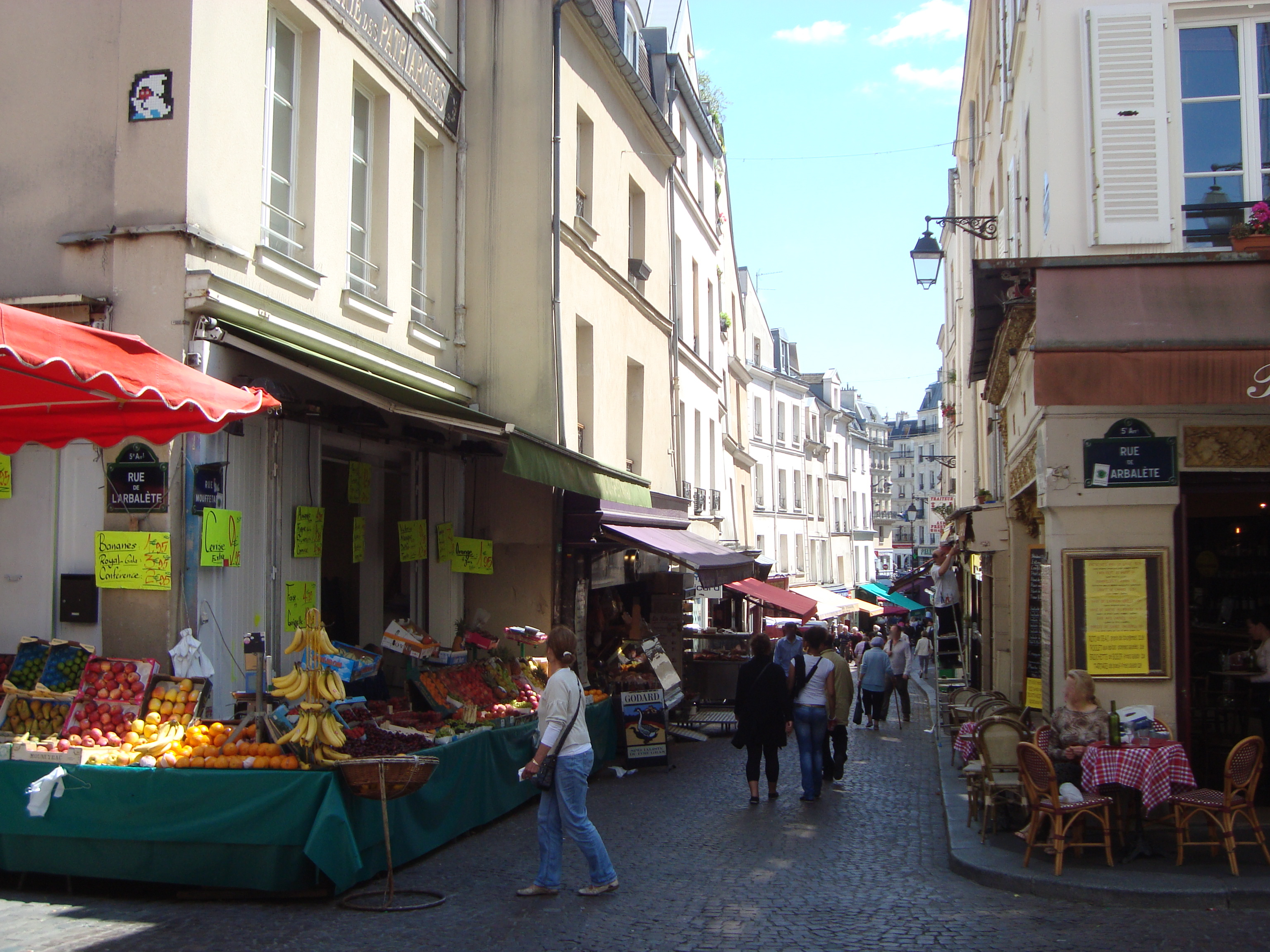

穆浮塔路（Rue Mouffetard）是巴黎第五区的一条街道。 
这是巴黎最古老的街道之一，可能可以追溯到公元3世纪的罗马帝国时期。它风景如画，是拉丁区最繁忙的街道之一，有许多餐馆。它长650米，宽7米，始于Rue Thouin，止于桑西耶路（Rue Censier）和帕斯卡尔路（Rue Pascal）。从圣女日南斐法山逐渐下降到圣梅达尔都堂（Église Saint-Médard de Paris），和比耶夫尔河上的古桥。这是圣梅达尔都市郊的主要街道。

## 历史建筑
- 1号
- 6号[1].
- 14号
- 52号
- 53号[2].
- fontaine du Pot-de-Fer，60号[3].
- 61号
- 69号
- 73号, 穆浮塔剧院（Théâtre Mouffetard）
- 74-76号, 城市图书馆 (Bibliothèque municipale Mohammed-Arkoun).
- 122号[4].
- 134号[5].
- 圣梅达尔都堂（Église Saint-Médard）[6].
- 140号

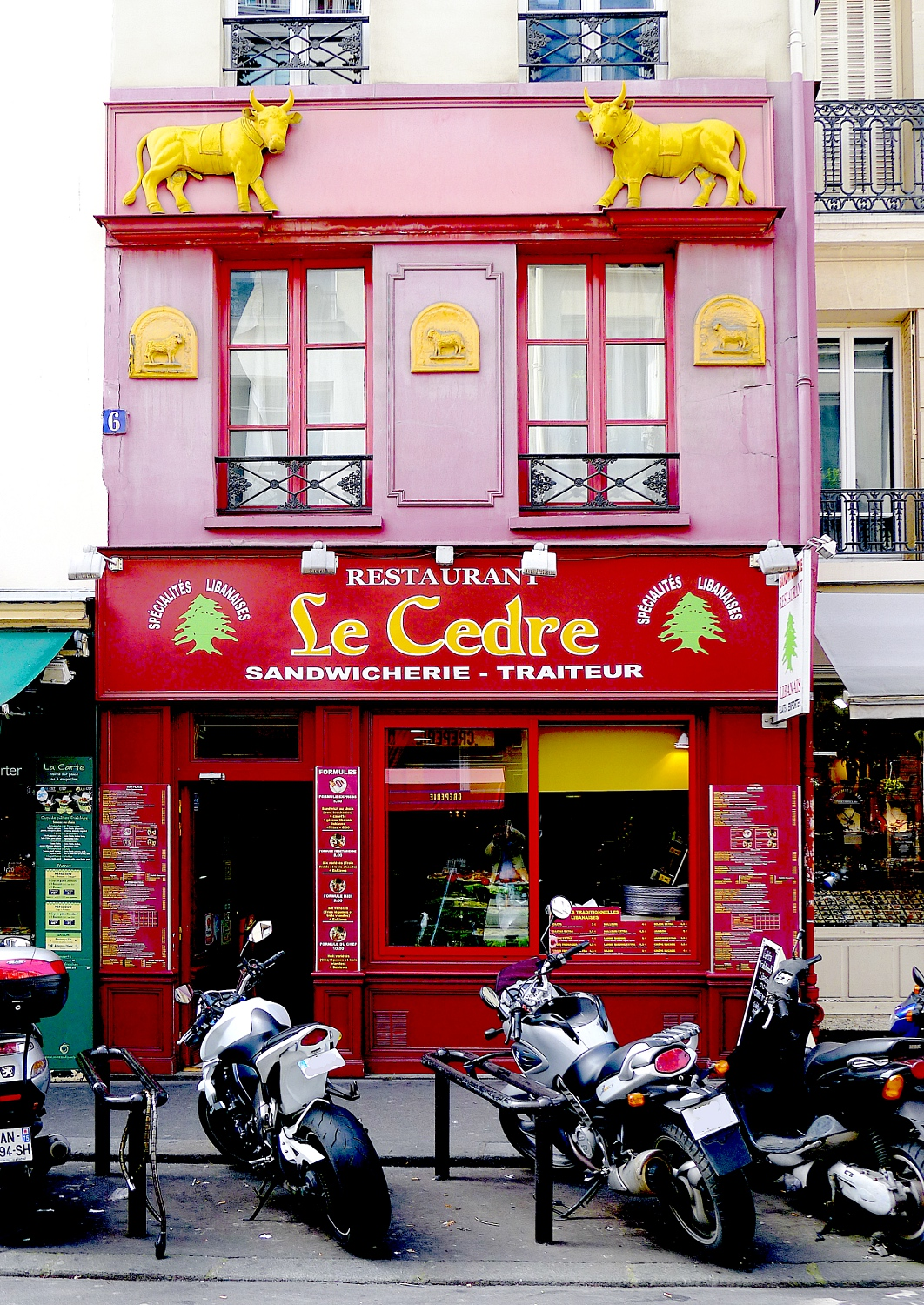
6号
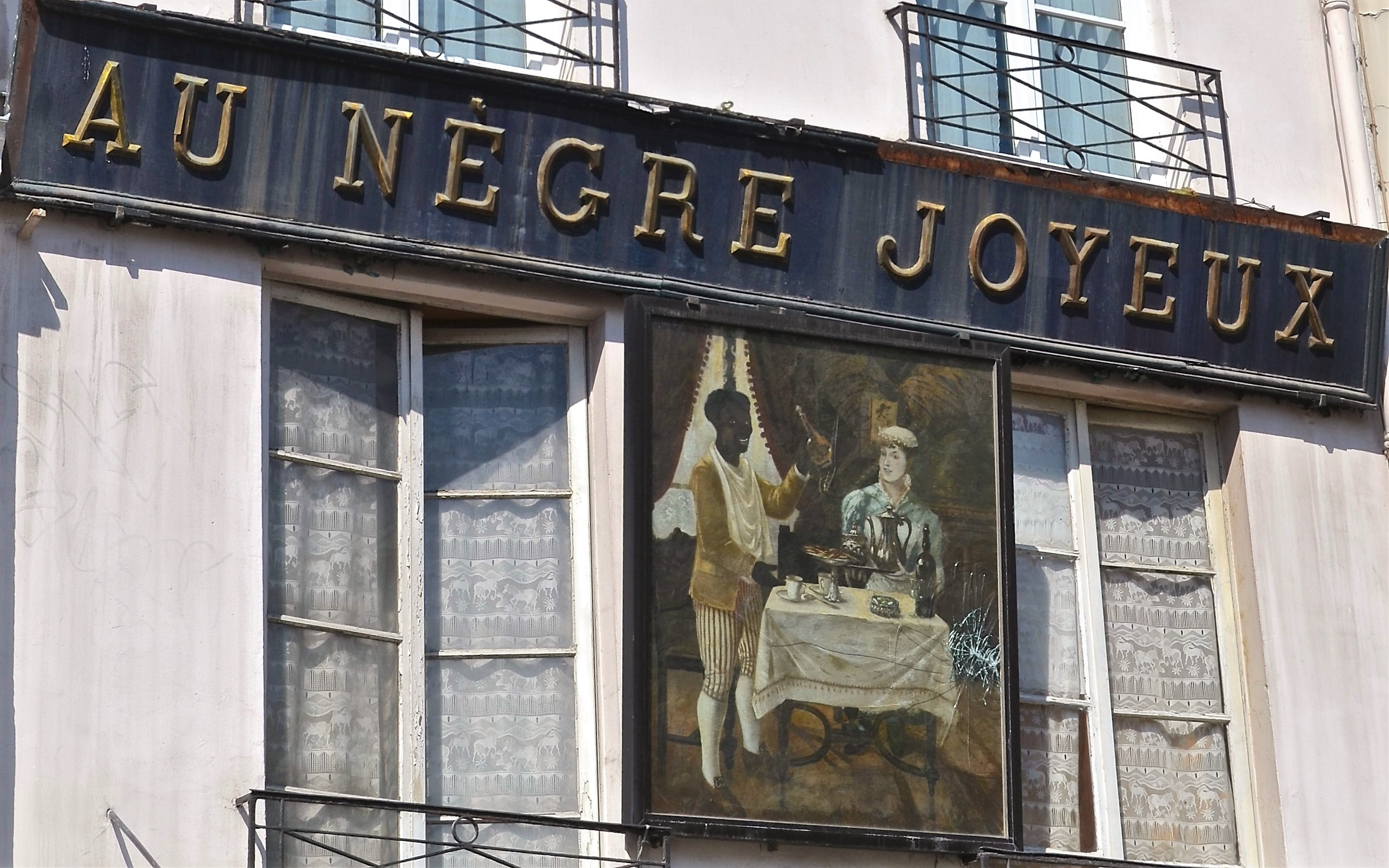
14号
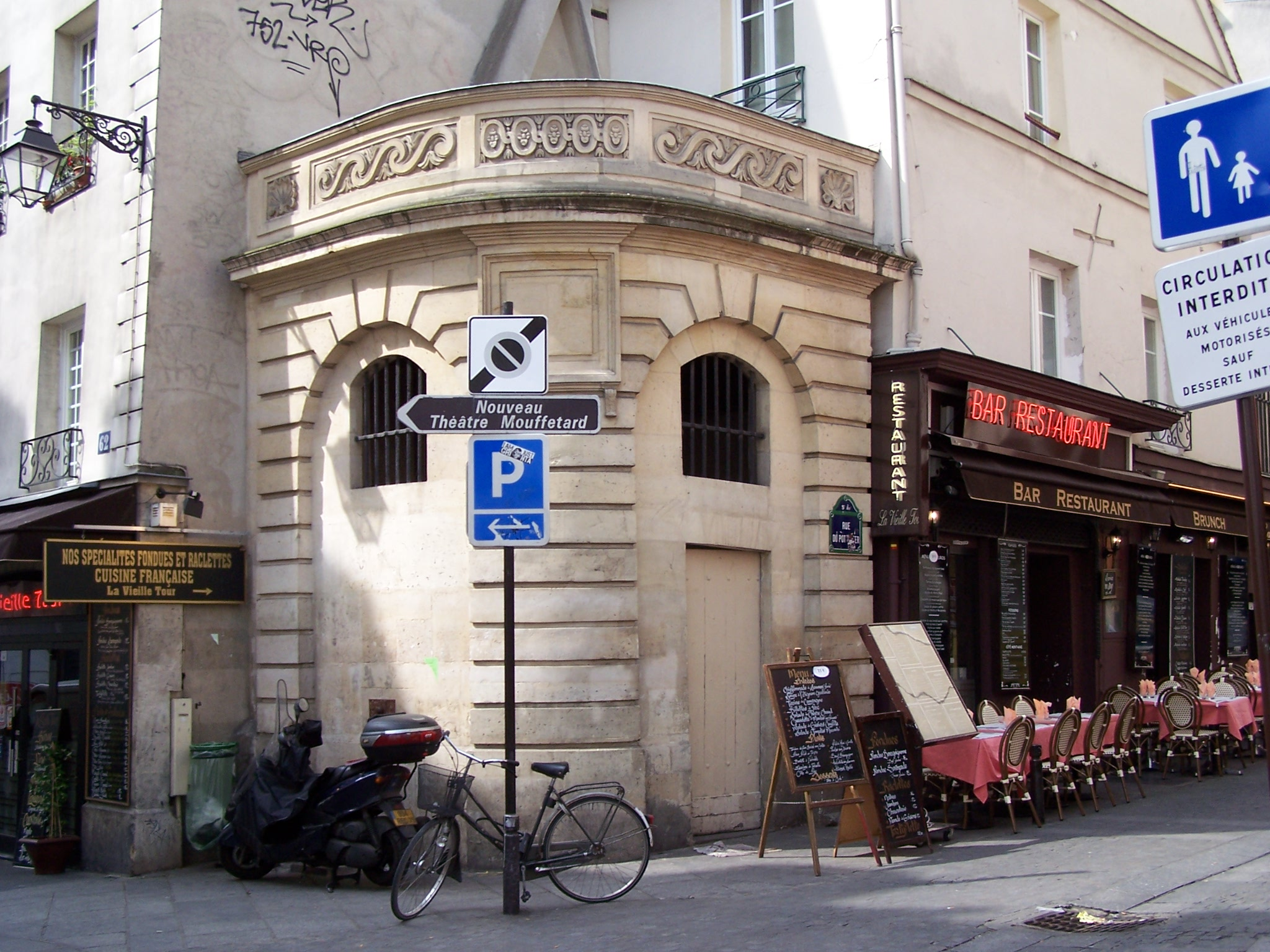
60号
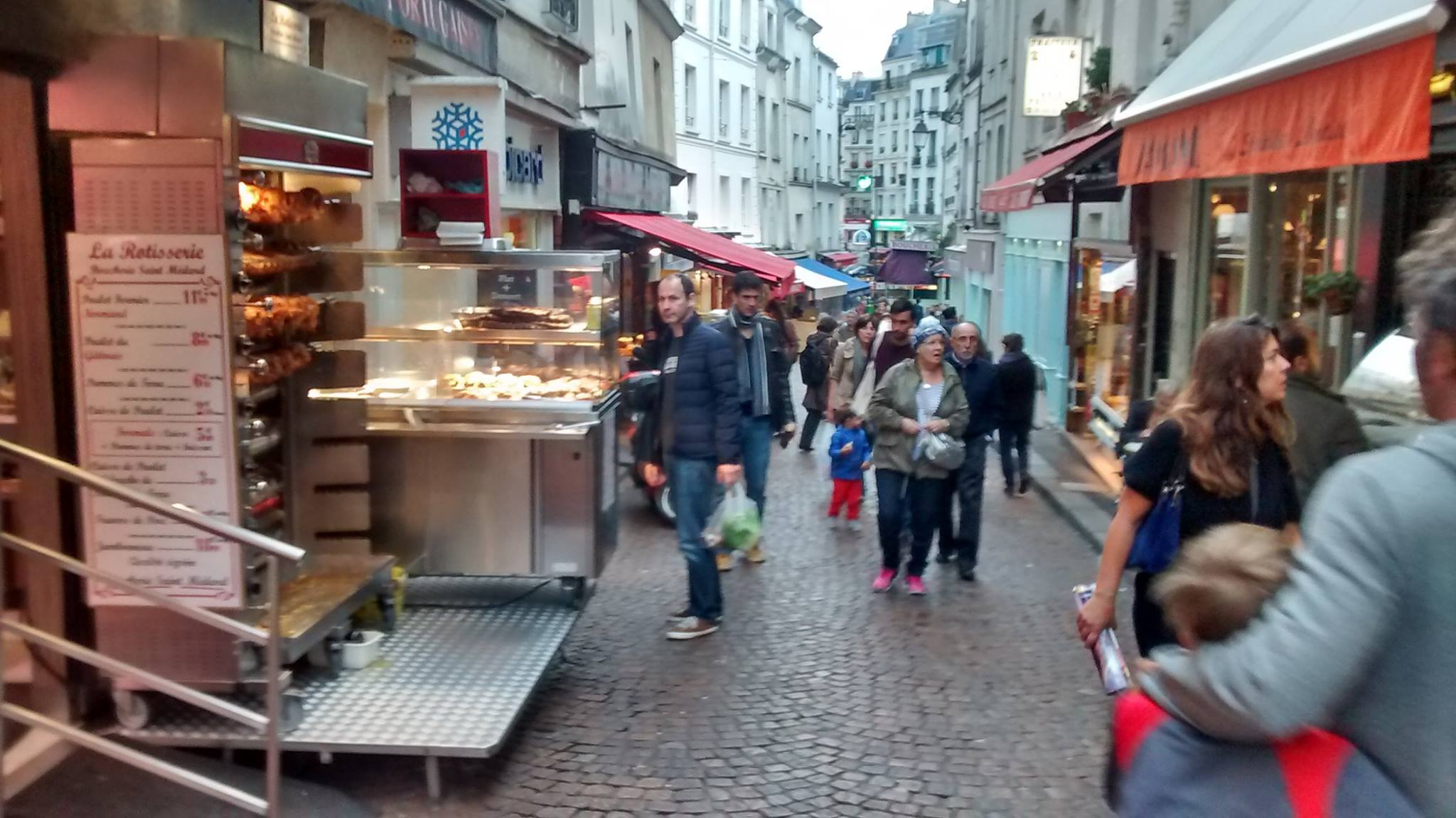
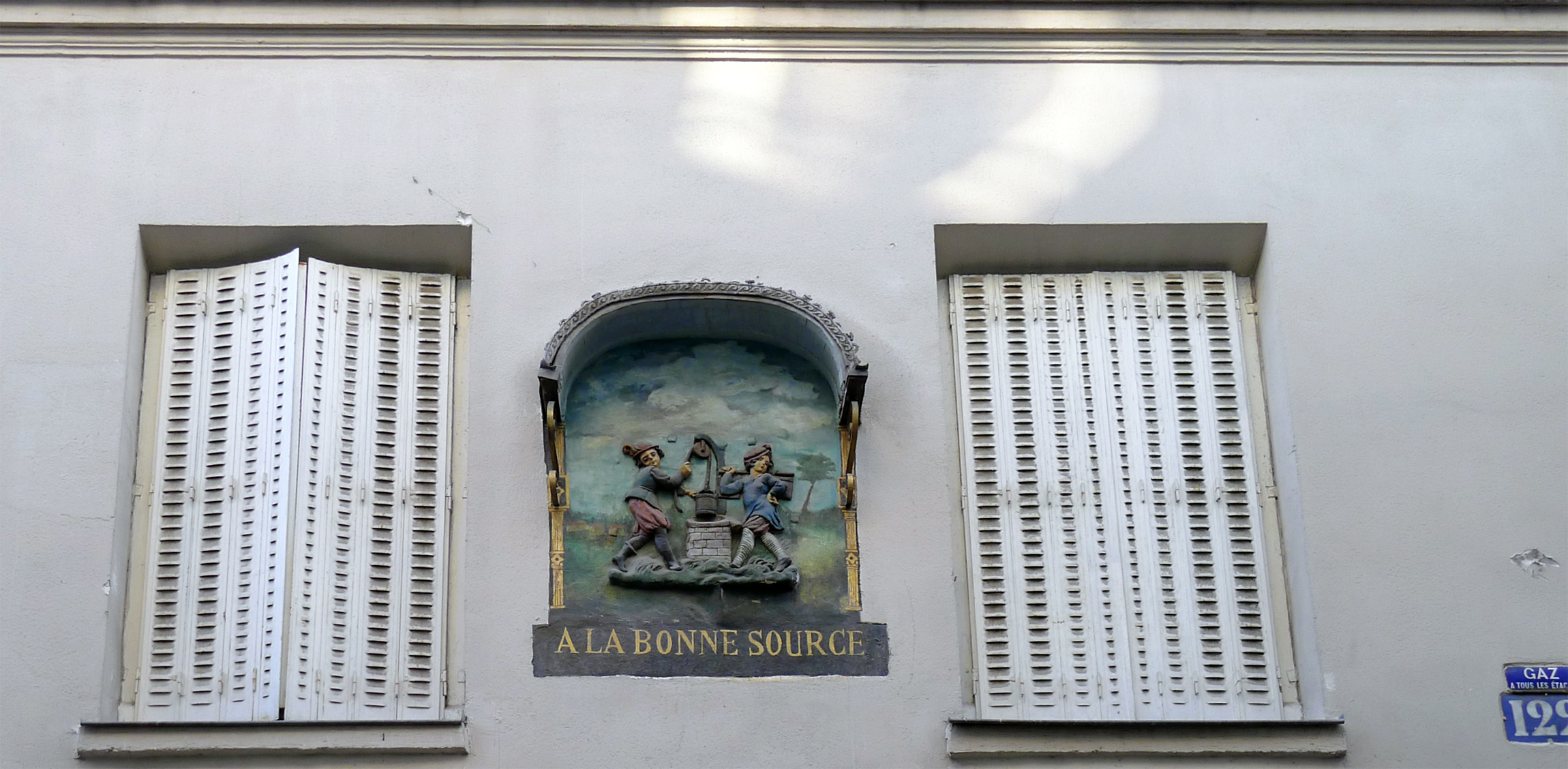
122号
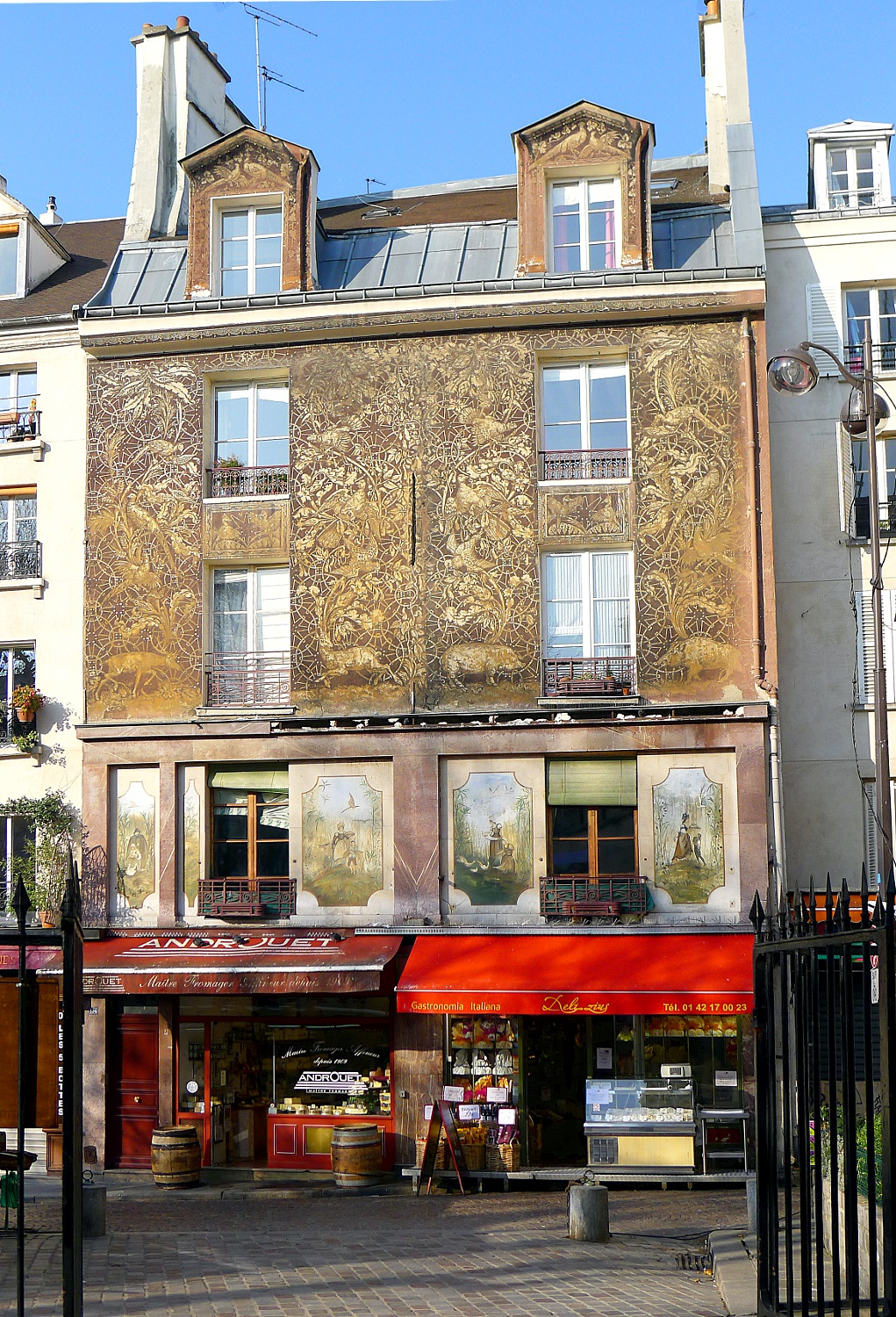
134号
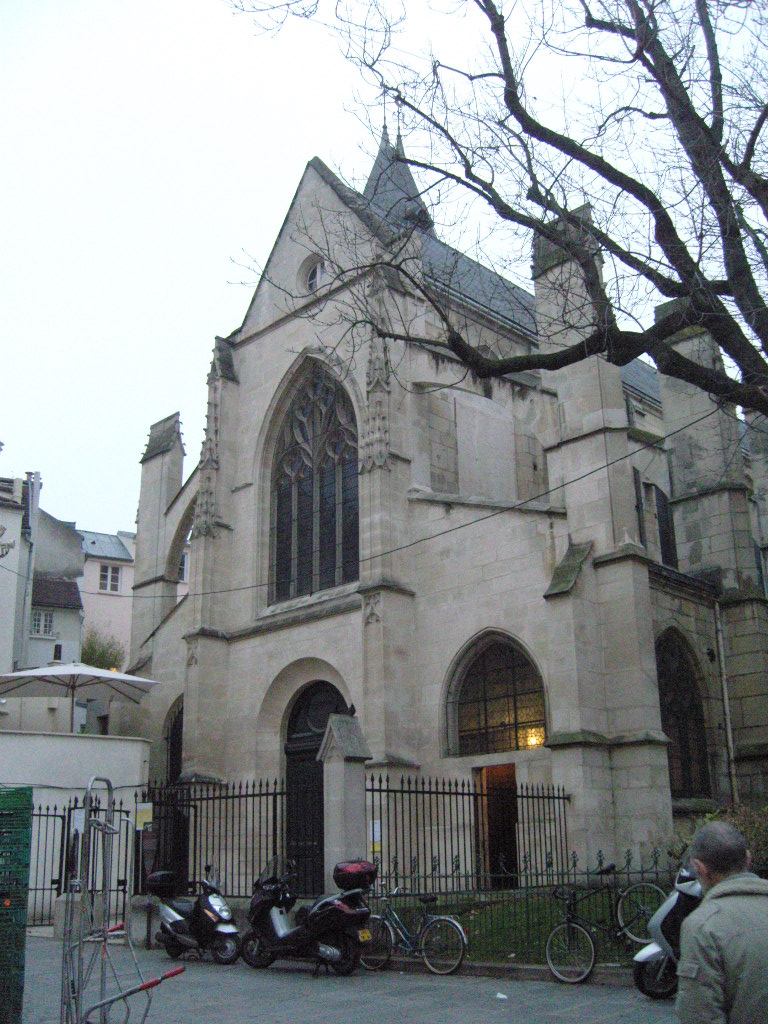
圣梅达尔都堂